# Allentown (Pennsylvania)
Allentown è una città degli Stati Uniti d'America, capoluogo della Contea di Lehigh nello Stato della Pennsylvania. È la terza città più popolosa della Pennsylvania dopo Filadelfia e Pittsburgh. Secondo il censimento del 2020 la popolazione è composta da 125 845 abitanti.

## Storia
Allentown fu fondata nel 1762 da William Allen, un uomo di successo di Filadelfia. La città è famosa per aver nascosto la campana della libertà agli inglesi dal 1777 al 1778 nel basamento di una chiesa.

## Geografia fisica
Allentown dista 98 km da Filadelfia e 148 km da New York.

## Economia
Nell'area urbana della città hanno la sede diverse grandi aziende di livello mondiale, tra cui Air Products & Chemicals, PPL, Mack Trucks (fino al 2009, comunque adesso mantiene uno stabilimento nei pressi della città), Buckeye Partners, The Morning Call.

## Istruzione
Nella città vi sono due college, il Muhlenberg College e il Cedar Crest College.

## Musica
La città fa da titolo all'omonimo brano di Billy Joel, incluso nel 33 giri The Nylon Curtain. Il testo della canzone è la descrizione del periodo di crisi economica, con la chiusura delle miniere di carbone e delle acciaierie, e della perdita del sogno di un lavoro.

## Cultura

### Musei
- Allentown Art Museum
  - Lorenzo Lotto, San Girolamo penitente, 1515

### Divertimento
Ad Allentown si trova Dorney Park & Wildwater Kingdom, un parco divertimenti piuttosto popolare.